# Bouzina
Bouzina est une commune de la wilaya de Batna en Algérie.

## Géographie

### Situation
Le territoire de la commune de Bouzina est situé au sud-est de la wilaya de Batna.
| Larbaa                         | Larbaa  | Oued Taga      |
| Ben Foudhala El Hakania, Maafa | Bouzina | Teniet El Abed |
| ? wilaya de Biskra             | Menaa   | Chir           |

### Localités de la commune
La commune de Bouzina est composée de 26 localités :
- Alou yaha
- Aourir
- Aouzeriane
- Loumaleh
- Morkha
- Nirdhi
- Sammer
- Mezline
- Khebraz
- Tagoust Thamellalt
- Tagoust Thazouggaght
- Tidjdad
- Tizougaghine
- Tnazeft
- Leklaîi
- Elbardj
- Vieux Bouzina
- Bouzaher
- Ighzer
- Laabar
- thaawinth n'zina (ine zina)
- aaoussib
- anou anaddi
- anou anij
- anou anamesse
- arrakatha
- akarkar

Vues de Bouzina
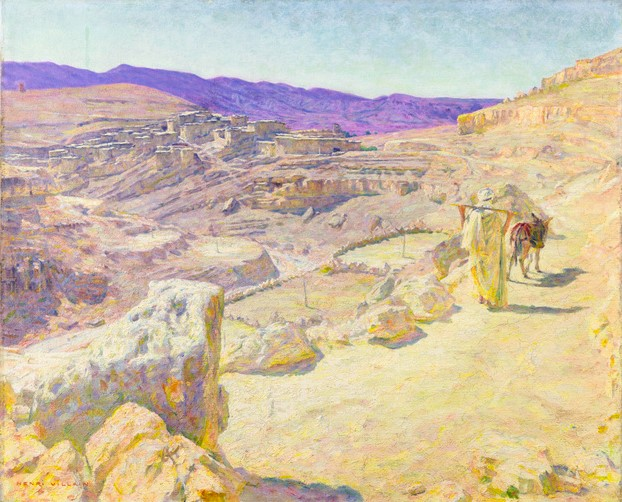
Bouzina, fin d'été d'Henri Villain, musée d'Orsay.
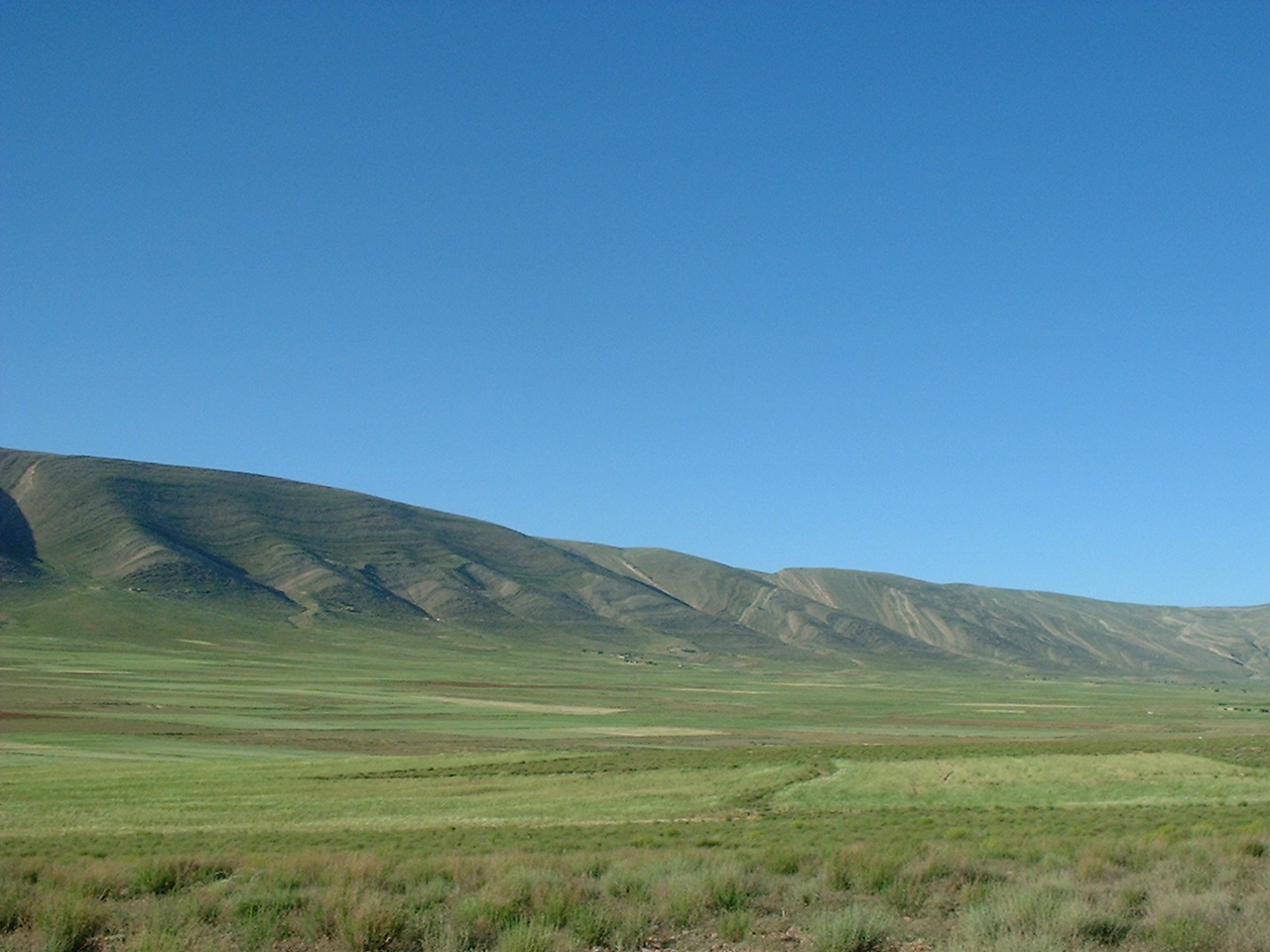
Vue depuis Nirdi - Bouzein (2006).
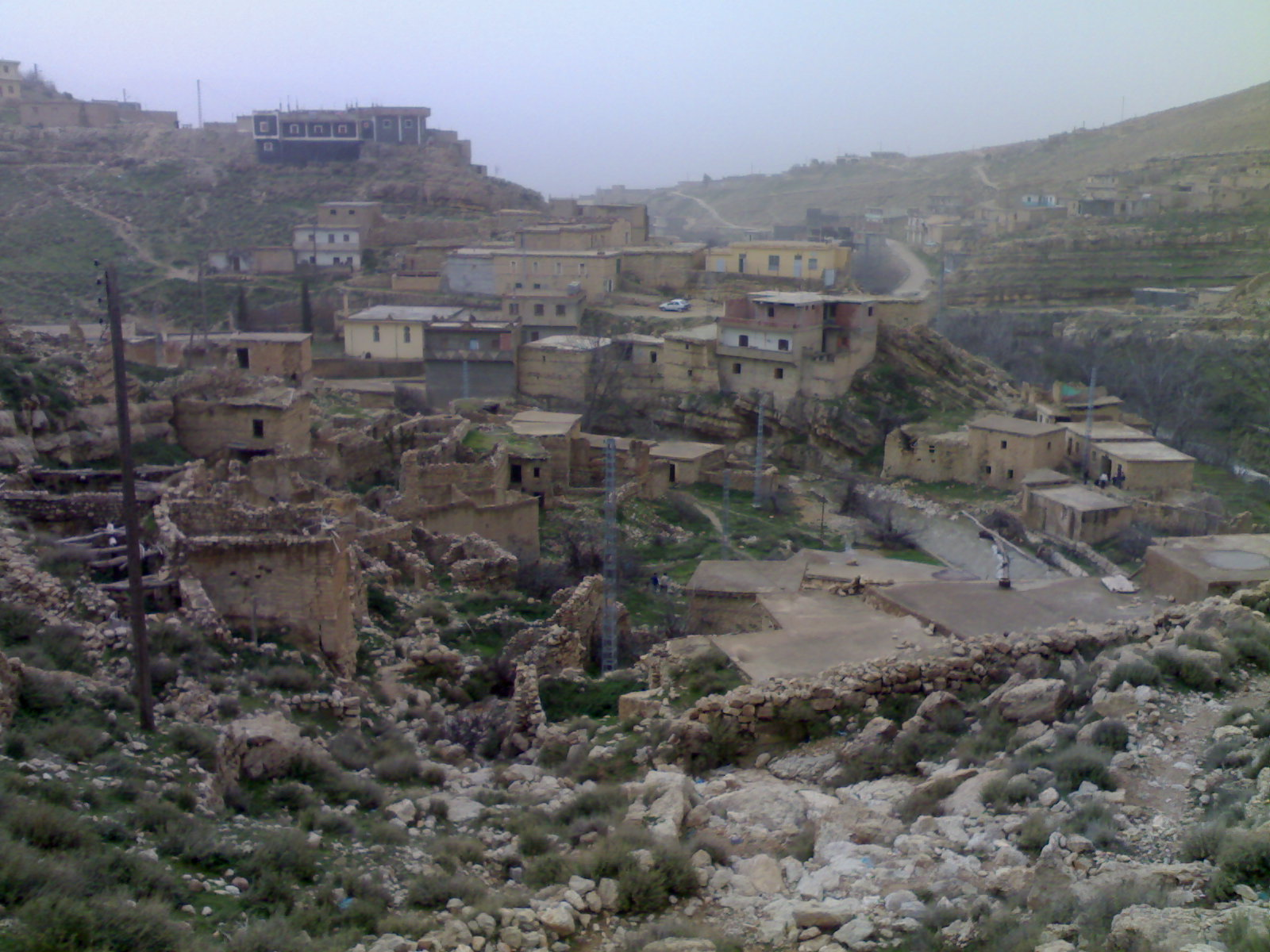
Le Vieux Bouzina (2010).

## Démographie

### Évolution démographique
| 1966  | 1977   | 1984   | 1998   | 2008   |
| ----- | ------ | ------ | ------ | ------ |
| 9 608 | 10 418 | 12 500 | 13 888 | 13 383 |